# Bandera de la Vall d'Aran
La bandera oficial de la Vall d'Aran té el següent blasonament:
Bandera apaïsada, de proporcions dos d'alt per tres de llarg, de color grana. Té l'escut de la Vall d'Aran al centre de la Creu de Tolosa, símbol d'Occitània, situada al mig de la bandera.
Voldria simbolitzar que Aran és al cor d'Occitània i de tots els occitans.
Va ser aprovada en sessió plenària pel Conselh Generau d'Aran l'11 d'octubre del 1993.